# NGC 4968
NGC 4968 ist eine 12,4 mag helle, linsenförmige Seyfertgalaxie (Typ 2) vom Hubble-Typ SB0 im Sternbild der Wasserschlange, die etwa 126 Millionen Lichtjahre von der Milchstraße entfernt ist.
Sie wurde am 25. März 1836 von John Herschel mit einem 18-Zoll-Spiegelteleskop entdeckt, der sie dabei mit „F, pL, R, glbM, 1′“ beschrieb.